# Cecilia Chacón
Cecilia Isabel Chacón de Vettori (Chiclayo; Lambayeque, 3 de febrero de 1971) es una política peruana. Fue congresista de la república durante tres periodos consecutivos como miembro del fujimorismo. Es hija del general Walter Chacón Málaga, exministro del Interior durante el gobierno de Alberto Fujimori que fue acusado de corrupción.

## Biografía
Cecilia Chacón nació el 3 de febrero de 1971 en Chiclayo, ciudad ubicada en el departamento de Lambayeque en Perú. Es hija de Walter Chacón Málaga, ex-comandante general del Ejército del Perú y que desempeñó como ministro del Interior durante el gobierno de Alberto Fujimori, y de Aurora de Vettori Rojas. Es también hermana de Mónica Chacón, exreina de belleza del Perú elegida en el año 1996.
Chacón estudió en el Colegio Reina de los Ángeles ubicado en el distrito de La Molina y luego ingresó a la Universidad Ricardo Palma, donde estudió la carrera de administración de empresas; sin embargo, no culminó sus estudios.
Estuvo casada con Luis Portal Barrantes, con quien tuvo 2 hijos: Miguel Stefano y Paolo Portal Chacón. Luego, se casó con el excongresista Jacques Rodrich en mayo del año 2018.
En la ciudad de Cajamarca, fue presidenta de la Cámara Regional de Turismo, así como presidenta de la Asociación de Hoteles y Restaurantes de Cajamarca. También ha ocupado el cargo de presidenta del Hostal Portada del Sol Hacienda.

## Carrera política

### Congresista de la República
Cecilia Chacón se inicia en la política peruana cuando en el año 2006 decide postular al Congreso de la República representado al departamento de Cajamarca en las elecciones parlamentarias de ese mismo año por Alianza por el Futuro, una alianza política conformada por los partidarios de Alberto Fujimori y que, debido a su detención en Santiago de Chile por fugarse del Perú ante acusaciones de corrupción, postularon a Martha Chávez para la presidencia del Perú. Chacón luego resultó elegida como congresista de la república, con 17,515 votos, para el periodo parlamentario 2006-2011.
Como congresista, fue presidenta de la Comisión de Energía y Minas y secretaria de la Comisión de Comercio Exterior y Turismo. En julio del año 2009, Chacón fue presentada como candidata a la primera vicepresidencia del Congreso en la lista encabezada por Luis Alva Castro del Partido Aprista Peruano, como cuota del fujimorismo. Alva Castro luego sería elegido como presidente del Congreso de la República y Chacón fue juramentada como primera vicepresidenta de la Mesa Directiva, junto a Michael Urtecho y Antonio León Zapata como segundo y tercer vicepresidentes, para el periodo legislativo 2009-2010.
En el año 2011 formó parte de la fundación de Fuerza 2011, partido político liderado por Keiko Fujimori y con el cual buscaba ganar la presidencia del Perú en las elecciones generales de ese mismo año. Chacón participó también como candidata a la reelección en el Congreso y tuvo éxito con 15,762 votos, siendo posteriormente juramentada para el periodo 2011-2016. En su segunda gestión ejerció como vicepresidenta de la Comisión de Comercio Exterior y Turismo, así como presidenta de la Comisión de la Mujer.
En las elecciones del año 2016, Chacón fue presentada por Keiko Fujimori como la cabeza de lista de candidatos al Congreso de la República por Lima Metropolitana de Fuerza Popular. Fue nuevamente elegida congresista para el periodo 2016-2021, con 186,242 votos.
Fue nuevamente elegida como presidenta de la Comisión de la Mujer en noviembre del 2017, tras la renuncia de Maritza García debido a las fuertes críticas que recibió por sus polémicos comentarios sobre la violencia contra la mujer.
El 30 de septiembre del año 2019, su cargo legislativo fue interrumpido por la disolución del Congreso decretado por el presidente Martín Vizcarra.
En las elecciones municipales del año 2022, Cecilia Chacón anunció su candidatura a la alcaldía del distrito de San Borja y terminó en el tercer lugar de las preferencias.

## Controversias
En el año 2012, Cecilia Chacón fue condenada a 4 años de prisión suspendida por el delito de lavado de activos por, presuntamente, ser cómplice del delito de enriquecimiento ilícito imputado a su padre, el general en retiro y exministro Walter Chacón.
Fue también denunciada por haber mentido en su hoja de vida presentada al Jurado Nacional de Elecciones, donde afirmó haber nacido en la ciudad de Cajamarca. Sin embargo, la documentación probatoria habría demostrado que en realidad ella nació en Chiclayo.
En julio del año 2019, se descubrió mediante un colaborar eficaz sobre la reunión entre Keiko Fujimori y el prófugo César Hinostroza en la casa de Chacón.